# Pfarrhaus (Thierhaupten)

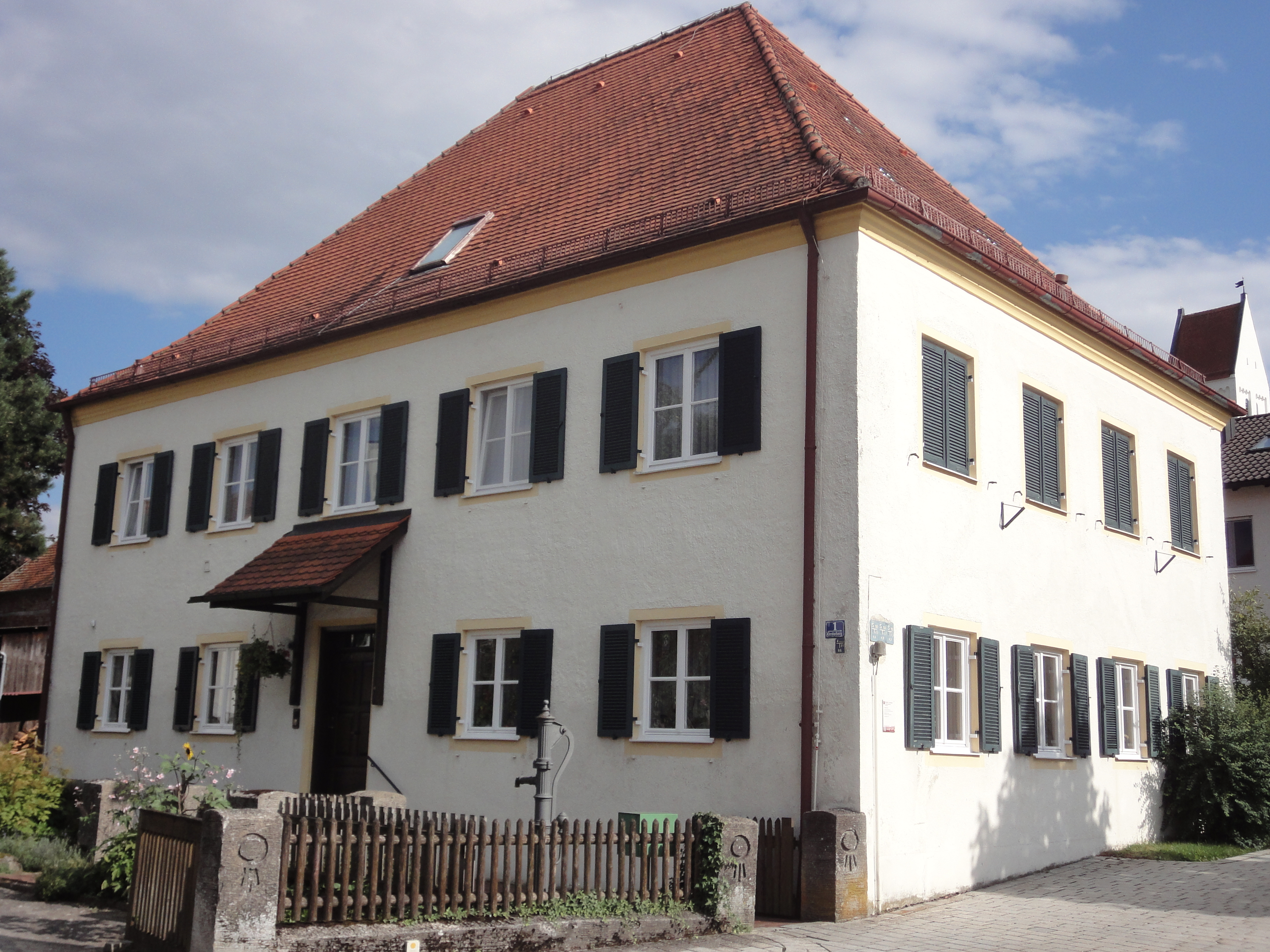
Pfarrhaus in Thierhaupten

Das Pfarrhaus in Thierhaupten, einer Gemeinde im Landkreis Augsburg im bayerischen Regierungsbezirk Schwaben, wurde im 18. Jahrhundert errichtet. Das Pfarrhaus am Klosterberg 1 ist ein geschütztes Baudenkmal.
Das ehemalige Klosterrichterhaus des Klosters Thierhaupten, jetzt Pfarrhaus, ist ein zweigeschossiger Walmdachbau. Er besitzt fünf zu vier Fensterachsen und ein schlichtes Portal.